# Chilhowee
Chilhowee é uma cidade  localizada no estado americano de Missouri, no Condado de Johnson.

## Demografia
Segundo o censo americano de 2000, a sua população era de 329 habitantes.
Em 2006, foi estimada uma população de 337, um aumento de 8 (2.4%).

## Geografia
De acordo com o United States Census Bureau tem uma área de
1,0 km², dos quais 1,0 km² cobertos por terra e 0,0 km² cobertos por água. Chilhowee localiza-se a aproximadamente 303 m acima do nível do mar.

## Localidades na vizinhança
O diagrama seguinte representa as localidades num raio de 20 km ao redor de Chilhowee.